# Mesoglicola delagei
Mesoglicola delagei is een eenoogkreeftjessoort uit de familie van de Mesoglicolidae. De wetenschappelijke naam van de soort is voor het eerst geldig gepubliceerd in 1906 door A. Quidor.
Deze parasiet leeft in de mesoglea van Corynactis viridis. Ze werd ontdekt door Yves Delage bij het Station Biologique van Roscoff.